# Harvey Stephens (attore statunitense)
Harvey Stephens (Los Angeles, 21 agosto 1901 – Laguna Hills, 22 dicembre 1986) è stato un attore statunitense.

## Filmografia parziale

### Cinema
- The Cheat, regia di George Abbott (1931)
- Ultime notizie (The Murder Man), regia di Tim Whelan (1935)
- Swing High, Swing Low, regia di Mitchell Leisen (1937)
- The Texans, regia di James P. Hogan (1938)
- Il terrore dell'Ovest (The Oklahoma Kid), regia di Lloyd Bacon (1939)
- Il sergente York (Sergeant York), regia di Howard Hawks (1941)
- Un americano qualunque (Joe Smith, American), regia di Richard Thorpe (1942)
- L'altalena di velluto rosso (The Girl in the Red Velvet Swing), regia di Richard Fleischer (1955)
- Passo Oregon (Oregon Passage), regia di Paul Landres (1957)
- Horla - Diario segreto di un pazzo (Diary of a Madman), regia di Reginald Le Borg (1963)

### Televisione
- Scienza e fantasia (Science Fiction Theatre) – serie TV, episodio 1x28 (1955)
- Alfred Hitchcock presenta (Alfred Hitchcock Presents) – serie TV, 2 episodi (1956-1958)
- The Restless Gun – serie TV, episodio 1x28 (1958)
- Perry Mason – serie TV, 2 episodi (1958-1965)
- Goodyear Theatre – serie TV, episodio 2x16 (1959)
- Indirizzo permanente (77 Sunset Strip) – serie TV, 1 episodio (1959)
- Mr. Lucky – serie TV, episodio 1x29 (1960)
- The Aquanauts – serie TV, episodi 1x06-1x17 (1960-1961)
- Ripcord – serie TV, episodio 1x00 (1961)
- Outlaws – serie TV, episodio 2x09 (1961)
- Bonanza – serie TV, 3 episodi (1961-1965)
- Ben Casey – serie TV, 1 episodio (1964)